# 八所铁路

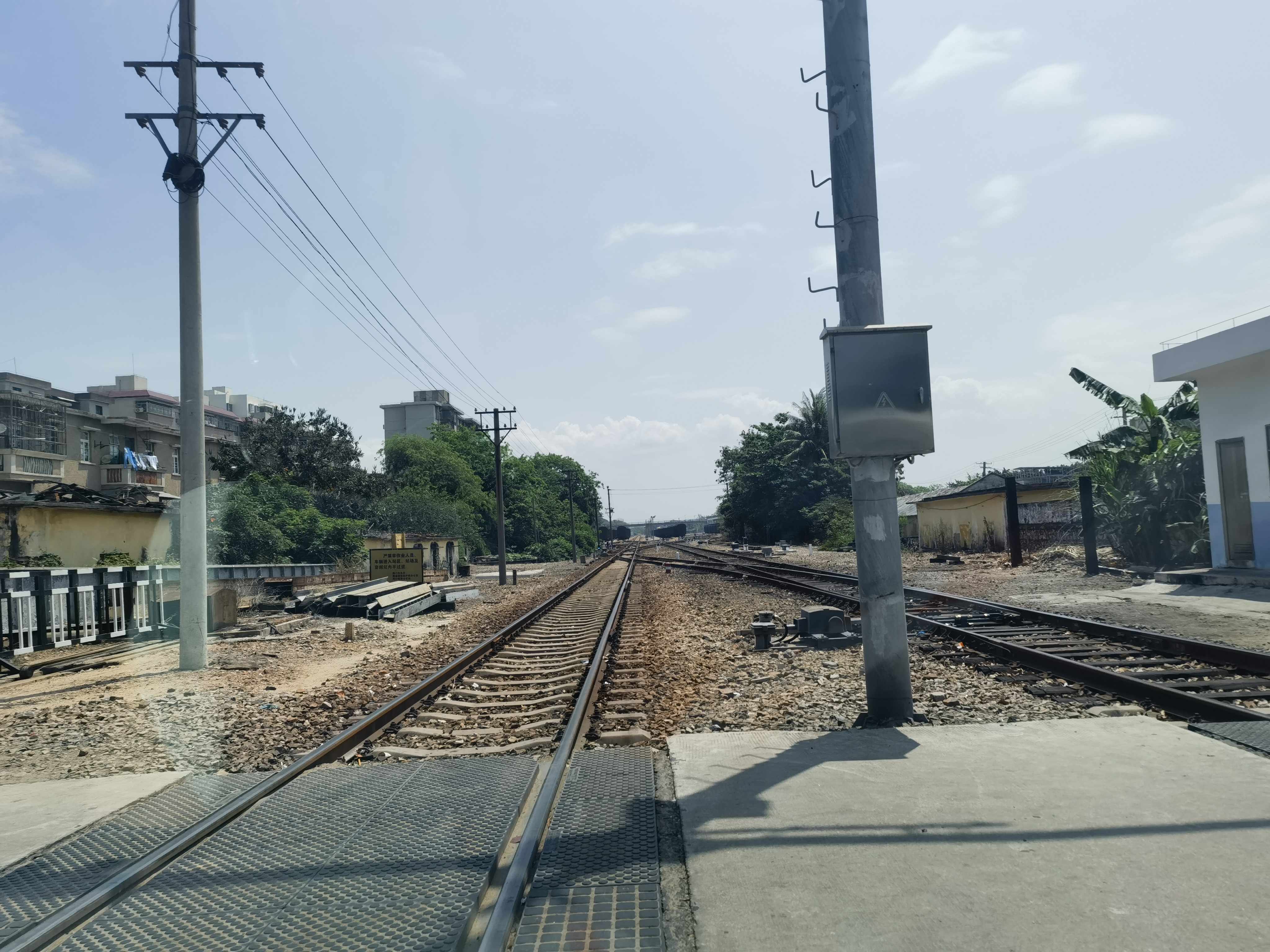
八所站

八所铁路是中国海南省的一条铁路，连接海南西环线的昌感站与八所港港口鐵路站八所站，全线位于东方市。原属于海南石碌铁矿到东方县八所港的矿石运输铁路，称石八线或石碌支线等。
1940年3月，日本军登陆海南岛后勘察设计石八线，采用1067毫米窄轨，便线便桥，正线长52.3千米。1941年5月日军征发60批总计5万多各地民工开建石八线。1942年3月23日全线试运行。1942年4月7日正式通车。1942年7月由于台风暴雨，昌化江木制便桥冲毁，全线停运。石八线桥梁由便桥改造铁桥或钢筋混凝土板梁，并增建线路排水涵渠。整个修复工程历时10个月，于1943年5月昌化江大桥铁筋钢梁架设完成，石八全线恢复通车。1943年3月榆林至北黎（东方市的一个村）铁路建成通车，部分石碌铁矿石运至安游港下海。1950年中国人民解放军登陆海南岛时，石八线全线残破停运。
1956年2月15日至1957年4月30日，石八线修复施工。1971年5月至6月，全线扩轨施工，改建为标准轨，名称由石八线改称八石线。 线路正线长52.276公里，站线长28.811公里。重车方向最大坡度10‰，轻车方向为25.3‰，牵引定数1830吨，最小曲线半径为300米，列车运行容许速度为70千米/小时，到发线有效长度为330米，线路通过能力为300万吨/年。开通旅客运输与沿途零担运输。
随着粤海铁路与海南西环线建设，八石线的叉河站至昌感站区间改建改线为海口至三亚的西环铁路线的一部分。八石线的叉河站至石碌站，改称石碌线；八石线的昌感站至八所站，改称八所线。